# Reglindis (pomme)

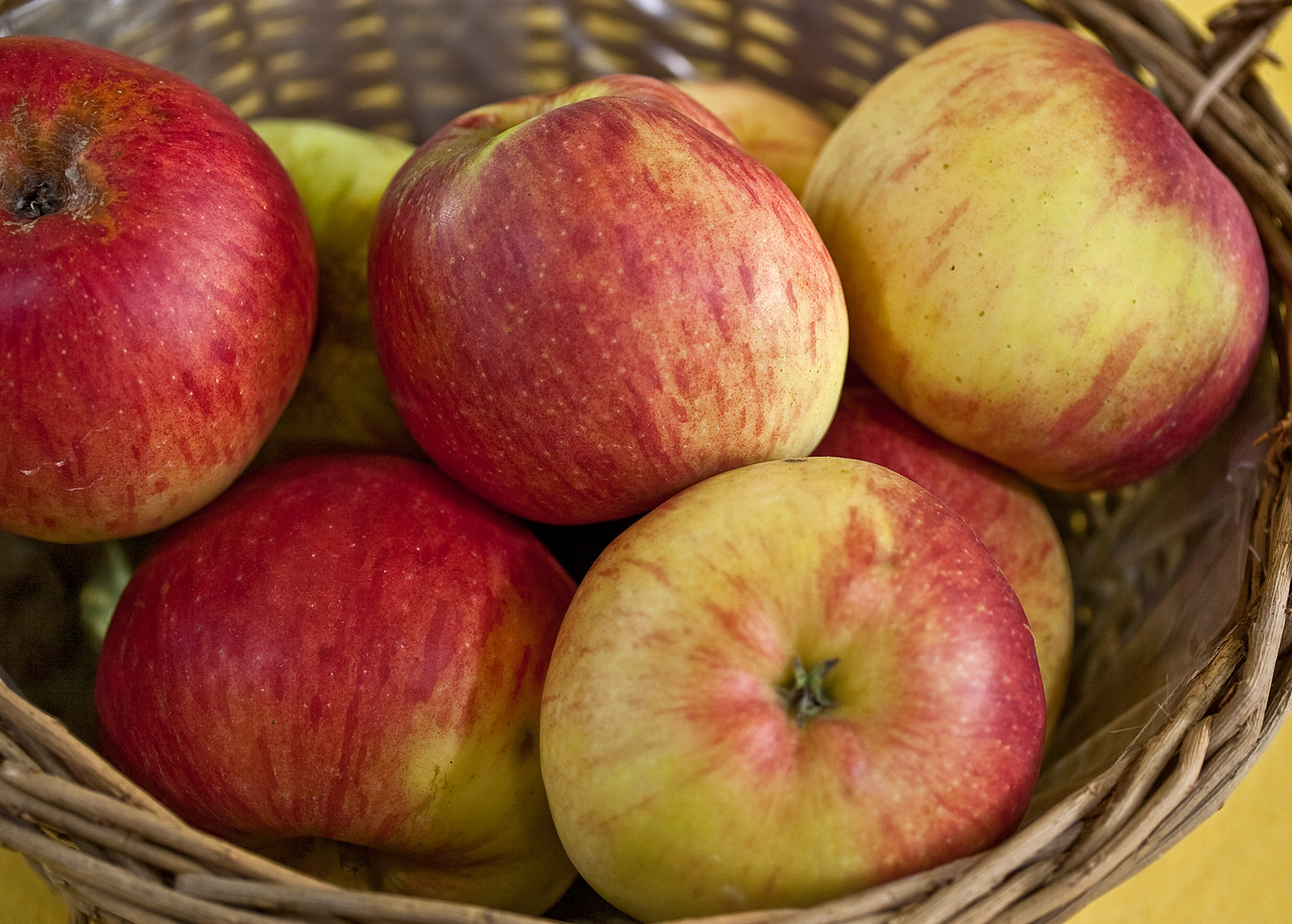
Pommes Reglindis

Reglindis est un cultivar de pommier domestique.
Nom botanique: Malus domestica reglindis

## Description
- Calibre : moyen
- Épicarpe : couleur présentant une gradation partant d'un peu d'olive modéré dans la cuvette pédonculaire suivi d'un fond jaune modéré passant au rouge intense jusque profond pour la face exposée au soleil.
- Chair : ferme
- Fleurs : blanches
- Longueur du pédoncule: moyenne

## Origine
Institut de Dresde-Pillnitz, Allemagne.

## Parenté
La pomme Reglindis résulte du croisement James Grieve × 13X44,18.
Descendants:
- Recolor = Regine x Reglindis

## Pollinisation
Variété diploïde

Variétés pollinisatrices: Retina, Remo, Rewena

## Maladies
La variété Reglindis est multirésistante.
- Tavelure : très résistante aux races de tavelure du pommier (gène VA)
- Mildiou : moyennement résistante
- Feu bactérien : moyennement résistante

## Culture
- Maturité : fin août.
- Consommation : pendant le mois de septembre.

La multirésistance du cultivar aux maladies permet de réduire les traitements. Cette variété est donc assez respectueuse de l'environnement. Sa résistance aux maladies permet son utilisation dans les jardins familiaux où les traitements ne sont pas systématiques.